# Jan Szymon Dąmbski
Jan Szymon Dąmbski herbu Godziemba (zm. 1660) – kasztelan brzeski i kasztelan konarski kujawski

## Rodzina
Syn Andrzeja (zm. 1617), kasztelana konarskiego kujawskiego i Katarzyny Grabskiej. Brat Adama (zm. 1660), kasztelana słońskiego i Piotra (1600-1643). Poślubił córkę kasztelana kowalskiego Bogumiłę Rysińską herbu Leszczyc. Z małżeństwa urodziło się dwóch synów: Hieronim (1630-1683), miecznik inowrocławski i Stanisław.

## Pełnione urzędy
W 1641 roku wyznaczony został senatorem rezydentem. Szafarz województwa brzeskiego 1648. W 1648 roku podpisał elekcję Jana II Kazimierza Wazy z województwa brzeskokujawskiego. Kasztelan brzeski w latach 1643–1660, kasztelan konarski kujawski w latach 1635–1643, cześnik inowrocławski w latach 1630–1635.

## Majątki ziemskie
Jan otrzymał od swego krewnego Jakuba Dąmbskiego, chorążego zatorskiego dobra Schlichtyngowie. Posiadał majątki ziemskie: Smulsk, Górki, Siewiersko, Jarantowice, Kaniewo, Mikołajki i inne.